# Raphael von Bargen
Raphael von Bargen (* 22. März 1977 in Hamburg) ist ein deutscher Schauspieler.

## Leben
Raphael von Bargen studierte nach dem Abitur in Hamburg zunächst Musikwissenschaft und Philosophie. Von 1998 bis 2002 absolvierte er ein Schauspielstudium am Wiener Max Reinhardt Seminar. Während des Studiums war er unter anderem in der Rolle des Alexander Zemlinsky in Alma von Regisseur Paulus Manker zu sehen, außerdem als Puck im Sommernachtstraum in einer Inszenierung von Stephanie Mohr. Unter ihrer Regie spielte er auch in Angriffe auf Anne in der Spielbar des Wiener Volkstheaters und den Gottschalk im Käthchen von Heilbronn am Stadttheater Klagenfurt. 

### Wiener Burgtheater
Von 2002 bis 2006 war er Ensemblemitglied des Wiener Burgtheaters, wo er unter anderem in Das Maß der Dinge, in Der Entertainer, Schutt und Mozart Werke Ges.m.b.H. auf der Bühne stand. In den Saisonen 2006/07 bis 2009/10 zählte er zum Ensemble des Wiener Volkstheaters. Dort verkörperte er beispielsweise die Titelrollen in Clavigo und Peer Gynt sowie die Rolle des Tom in Dogville, Cliff in Cabaret und Alex in Am Strand der weiten Welt.
Bei den Festspielen Reichenau wirkte er 2010 an der Uraufführung der Bühnenadaption von Ruhm von Daniel Kehlmann und 2011 in Spion Oberst Redl als Gyula Freiherr von Unguary mit.

### Theater in der Josefstadt
Seit der Saison 2015/16 ist er festes Ensemblemitglied am Theater in der Josefstadt, wo er zuvor ab 2011 bereits in Ein Klotz am Bein als Fernand Bois d´Enghien, in Hedda Gabler und Speed zu sehen war. Im September 2016 verkörperte er in der Uraufführung von Ödön von Horváths Drama Niemand die Rolle des Fremden. Im November 2016 hatte er mit dem Stück Die Verdammten nach dem gleichnamigen Film von Luchino Visconti als Hauptsturmführer Wolf von Aschenbach Premiere. In den Wiener Kammerspielen verkörperte er 2016 in der Bühnenfassung von Menschen im Hotel die Rolle des Baron von Gaigern.
In Glaube und Heimat von Karl Schönherr spielte er 2019 in der Josefstadt an der Seite von Silvia Meisterle als Rottin die Rolle des Christoph Rott. 2023 verkörperte er an den Kammerspielen unter der Regie von Julian Pölsler in Gott von Ferdinand von Schirach mit Robert Meyer als Bischof die Rolle des Anwalts. Im März 2025 stand er an der Josefstadt in der österreichischen Erstaufführung von Das Vermächtnis von Matthew López, frei nach dem Roman Howards End von E. M. Forster, unter der Regie von Elmar Goerden als Toby Darling auf der Bühne.

### Film und Fernsehen
Raphael von Bargen wurde für seine Darstellung des Nachrichtenreporters Cal im Film Thank You for Bombing im Rahmen der Verleihung des Österreichischen Filmpreises 2017 als bester männlicher Darsteller nominiert. In der Universum History-Folge Der Verrat des Kaisers war er 2018 in der Rolle des Tamás Graf Erdödy zu sehen, dem Adjutanten und Jugendfreund von Kaiser Karl I. von Österreich. In der Universum-History-Folge Richard Löwenherz: Ein König in der Falle mit Philipp Hochmair in der Titelrolle übernahm er die Rolle des Baldwin von Bethune. 2019/20 spielte er in der Fernsehreihe Die Toten vom Bodensee die Rolle des Moritz Schlägel, den Lebensgefährten von Kim Oberländer, die bei einem Autounfall ums Leben kommt, bei dem Schlägel am Steuer saß. In der BBC/ORF-Krimireihe Vienna Blood übernahm er ab 2019 die Rolle des Inspektors von Bülow.

## Filmografie (Auswahl)
- 2002: Kommissar Rex – Wenn Kinder sterben wollen
- 2004: Strafversetzt
- 2005: SOKO Kitzbühel – Schlittenfahrt in den Tod
- 2005: Mutig in die neuen Zeiten – Im Reich der Reblaus
- 2006: Mutig in die neuen Zeiten – Nur keine Wellen
- 2006: Mozart Werke Ges.m.b.H.
- 2008: Der Bibelcode
- 2008: Der Winzerkönig – Erntezeit
- 2008: Darum (Regie: Harald Sicheritz)
- 2009: SOKO Kitzbühel – Abgeschrieben
- 2009: Schnell ermittelt – Iris Litani
- 2011: SOKO Donau – Der Trojaner
- 2012: Grenzgänger (Regie: Florian Flicker)
- 2012: SOKO Kitzbühel – Entsorgt
- 2013: Paul Kemp – Alles kein Problem – Die Hölle sind wir
- 2013: Tatort: Zwischen den Fronten
- 2013: Bad Fucking
- 2014: Clara Immerwahr
- 2015: Die Frau in Gold
- 2015: Thank You for Bombing
- 2018, 2024: SOKO Donau – Fadenspiel, Bonnie und Bonnie
- 2018: Universum History – Der Verrat des Kaisers
- 2018: Glauben, Leben, Sterben – Menschen im Dreißigjährigen Krieg
- 2019: Die Toten von Salzburg – Mordwasser
- seit 2019: Vienna Blood (Fernsehreihe)
- 2019–2020: Die Toten vom Bodensee (Fernsehreihe) 
  - 2019: Die Meerjungfrau
  - 2020: Fluch aus der Tiefe
  - 2020: Der Blutritt
- 2022: Corsage (Kinofilm)
- 2022: Weber & Breitfuß – Beim Film
- 2023: Der Altaussee-Krimi: Letzter Saibling (Fernsehreihe)
- 2024: Kafka (Fernsehserie)

## Auszeichnungen und Nominierungen
- Nestroy-Theaterpreis 2002 – Nominierung in der Kategorie Bester Nachwuchs für seine Darstellung des Hippolytos in Phaidras Liebe am Wiener Volkstheater
- 2008/09: Karl-Skraup-Preis für die Titelrolle in Peer Gynt am Wiener Volkstheater
- Nestroy-Theaterpreis 2011 – Nominierung in der Kategorie Beste Nebenrolle für seine Darstellung des Wächsters in Antigone am Wiener Volkstheater
- Nestroy-Theaterpreis 2012 – Nominierung in der Kategorie Bester Schauspieler für die Titelrolle in Woyzeck & The Tiger Lillies (Vereinigte Bühnen Wien in Kooperation mit dem MuseumsQuartier)
- Österreichischer Filmpreis 2017 – Nominierung als Bester männlicher Darsteller für Thank You for Bombing
- Nestroy-Theaterpreis 2022 – Nominierung für den Publikumspreis[10]